# ケーガッラ
ケーガッラ（シンハラ語: කෑගල්ල、英語: Kegalle）は、スリランカのサバラガムワ州ケーガッラ県の都市である。同国最大の都市コロンボと中部の主要都市キャンディを結ぶ街道沿いに位置しており、コロンボから78 km、キャンディから40 kmの距離にある。ケーガッラ県の県都である。
ケーガッラはスリランカ中央高地と南西の平野部の中間に位置している。この地域では黒鉛や宝石の採掘と米等の作物による農業が営まれており、ケーガッラの経済は農業を基盤とする。最も主要な作物はゴムで県内全域で栽培されるが、その他にも少量ながらコーヒー、カカオ、胡椒、クローブそれにナツメグといった作物が出荷されている。また近隣には有名な観光地であるピンナワラのゾウの孤児園が存在する。